# Михайленко Євгеній Вікторович
Михайленко Євгеній Вікторович (нар. 11 січня 1991) — український професійний боєць з К-1, ММА та Муай-Тай. Чинний чемпіон Світу з ММА серед професіоналів за версією GBF у легкій вазі. Чинний чемпіон Світу з К-1 серед професіоналів за версією WKC та GBF.
Євгеній Михайленко є президентом «Всеукраїнської федерації повноконтактного рукопашного бою», президентом клубу єдиноборств «IRBIS», багаторазовим чемпіоном з рукопашного бою, кікбоксингу, хортингу, К-1.

## Біографія
Євгеній Михайленко народився 11 січня 1991 року в Києві. З 8-ми років ходив на тренування зі спортивної акробатики. У віці 10 років почав активно займатися бойовими мистецтвами. У 20 років отримав чорний пояс з рукопашного бою (1 Дан).
24 вересня у Києві Євгеній проходив «Дан-тест: 100 повноконтактних поєдинків» за правилами Full Contact Fighting. Суть випробування полягає в тому, що майстер повинен пройти безперервно 100 боїв. Суперниками були спортсмени та майстри з коричневими та чорними поясами, багато з них були національними чемпіонами. Українець пройшов випробування з результатом у 98 перемог, 1 поразка, 1 нічия.
29 лютого 2020 року Євгеній Михайленко був внесений до Національного Реєстру Рекордів як перший в Україні майстер повноконтактного рукопашного бою, який пройшов «Дан-тест: 100 повноконтактних поєдинків».
Після проходження тесту спортсмена нагородили також міжнародні федерації як IIMAA, MMA-I, IOFCF, ICMAA. Йому присвоєно Golden Belt, Golden Gloves та багато сертифікатів за популяризацію та розвиток єдиноборств у світі. У 2020 році стиль Full-contact fighting був зареєстрований у міжнародній федерації IIMAA та Євгенію було присвоєно почесне звання Соке та ступінь — 8 Дан.

## Професійна кар'єра

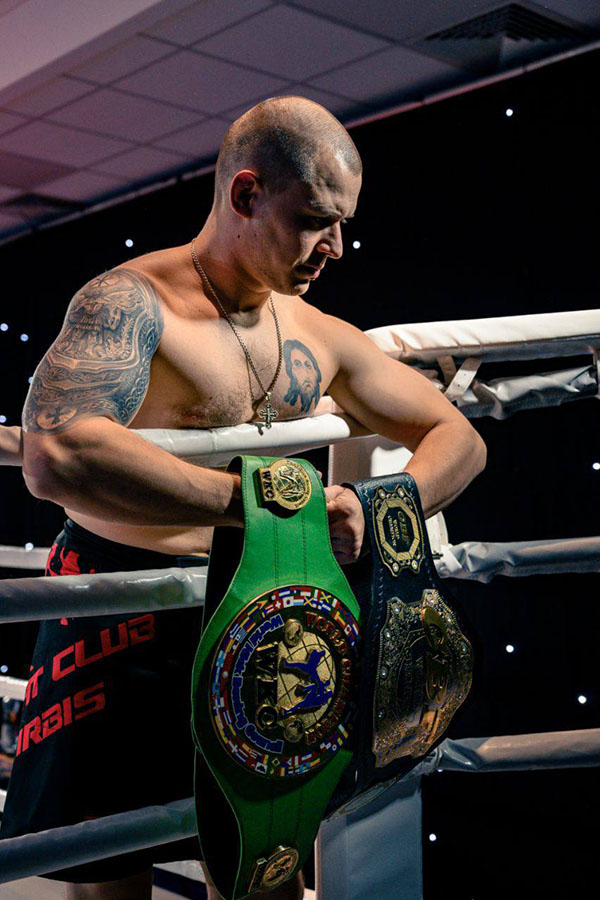
Після чемпіонського бою 12.11.2022

Кар'єра Євгенія розпочалася у 2006 році. У період з 2011 по 2014 роки активно виступав в K-1, MMA на міжнародному аматорському рівні. Став тричі чемпіоном світу за версією міжнародної федерації ICMAA. На аматорському рівні провів 132 поєдинки з ММА, кікбоксингу, К-1, повноконтактного рукопашного бою, муай-тай, з яких виграв 124. Євгеній Михайленко займає 1 рядок у рейтингу GBF у напівсередній вазі та другу сходинку Global Fighters Rec Ranking на fightersrec.com.
В 2021 році Михайленку запропонували поєдинок за титул чемпіона світу серед професіоналів з ММА у напівсередній вазі. Бій мав пройти у Києві 26 лютого 2022 року проти досвідченого Педро Гарсії Гонсалеза. Після вторгнення росії в Україну 24 лютого цей поєдинок було скасовано.
У липні 2022 року відновилася організація турніру FCFC 1 та було заплановано провести бій за титул чемпіона світу серед професіоналів за версією GBF у легкій вазі. Суперником Євгенія став представник Молдови Ігор Войтіков, базовий борець з великим досвідом виступів на професійній арені. 10 вересня у Києві пройшов поєдинок за титул чемпіона Світу за версією GBF у легкій вазі. Євгеній здобув перемогу — провів удушення руками трикутником.
12 листопада 2022 року Києві пройшов бій за титул чемпіона світу з К-1 за двома версіями: WKC та GBF. Євгеній був головним претендентом за обома версіями, тому міжнародні федерації вирішили провести об'єднувальний бій. Суперником українця був боєць з Литви Артурас Абрамовас. Наприкінці першого раунду Михайленко відправив Артураса в нокаут надпотужним лоукіком. Таким чином, український спортсмен став чемпіоном світу з К-1 за версіями WKC та GBF.